# Ngai
Ngai (anomenat també Enkai, En-kai, Engai, Eng-ai, Mweai, Mwiai) és el déu suprem en les religions monoteistes de les tribus de kamba, kikuyu i massai de Kenya i Tanzània.
Segons la tradició dels kikuyu, Ngai viu a la muntanya santa Kirinyaga (mont Kenya). Segons la tradició dels kamba, Ngai viu en alguna part ocult, i ningú sap on. Segons la tradició dels massai, Ngai és el déu del sol, de l'amor i va ser el creador del món; i en una altra de les seves tradicions a més està casat amb Olapa (la deessa de la lluna). Els sacrificis a Ngai apareixen esmentats en En un lloc d'Àfrica, de Stefanie Zweig.